# Eric Thielemans
Eric Thielemans (Overijse, 1969) is een Belgisch jazzdrummer.
Hij studeerde aan de Jazz Studio in Antwerpen.
Hij speelde in het verleden onder meer bij Mâäk, Tape Cuts Tape (met Rudy Trouvé en Lynn Cassiers) en het Ben Sluijs Quartet, maar speelt tegenwoordig vooral samen met Jozef Dumoulin, Chantal Acda, zijn eigen ensemble ‘EARR’ of als soloartiest.
In EARR (Ensemble Artists Repertoire Research) wordt hij onder meer bijgestaan door zangeres Claron McFadden, Peter Jacquemyn (bas), Jozef Dumoulin (keyboards), Jean-Yves Evrard (gitaar) en Hilary Jeffery (trombone). Een echte vaste bezetting is er niet.

## Discografie
- 2008 A snare is a bell (Ultra Eczema)
- 2010 (met Tape Cuts Tape) Pagan recorder (Heavenhotel)
- 2012 (met EARR) EARR plays a snare is a bell
- 2013 (met Tape Cuts Tape) Black mold (Heavenhotel)
- 2014 Sprang
- 2015 (met Tape Cuts Tape) Lost footage (Heavenhotel)
- 2017 Rorschach, Een Kwartet met Erik Vermeulen en Seppe Gebruers (piano), Marek Patrman (drums) en Eric Thielemans (drums)[2]
- 2018 Bata baba loka (2018)

- International Standard Name Identifier: 0000 0003 6596 6423
- Library of Congress Control Number: no2013136100
- MusicBrainz: ba4be242-b149-46f8-b7ab-f64945c1e7b8
- Virtual International Authority File: 232783617
- WorldCat: E39PBJf8xBGMWTPKXPch7648YP